# Lucifer's Friend
I Lucifer's Friend sono un gruppo hard rock tedesco, formato ad Amburgo nel 1970 dal chitarrista Peter Hesslein, dal cantante John Lawton, dal bassista Dieter Horns, dal tastierista Peter Hecht e dal batterista Joachim Reitenbach. Il gruppo era uno dei primi praticanti di heavy metal e rock progressivo; incorporarono anche elementi di jazz e fusion nella loro musica, specialmente nel loro quarto album Banquet del 1974. Oltre all'heavy metal, la band è stata citata anche come uno dei pionieri del doom metal, aiutando a definire entrambi i generi grazie al loro suono pesante e ai testi cupi del loro debutto Lucifer's Friend del 1971, e tornando alle loro radici nel 1981 con Mean Machine, anche se più influenzati dallo speed metal.

## Storia
La band Stonewall del cantante John Lawton si sciolse durante un tour in Germania nel 1969. Mentre la band tornava in Gran Bretagna, Lawton scelse di rimanere momentaneamente in Germania, e lì incontrò Peter Hesslein, Dieter Horns, Peter Hecht e Joachim Reitenbach, tutti membri di una band chiamata The German Bonds. I cinque si unirono per registrare un album sotto il monicker Asterix nel 1970, cambiando presto il loro nome in Lucifer's Friend.
I primi album sono stati pubblicati sull'etichetta Vertigo Records in Europa, ma negli Stati Uniti quegli album sono stati pubblicati su una serie di piccole etichette discografiche indipendenti (Billingsgate, Janus, Passport), spesso un anno o più dopo la loro uscita in Europa. Così, nonostante l'airplay in alcuni mercati e un seguito di culto, gli album della band erano difficili da trovare e mancò un vero successo commerciale. La band fu finalmente messa sotto contratto dalla Elektra Records nel 1977: pubblicò tre album con un suono più commerciale orientato al pop, ma a quel punto l'interesse per la band era scemato; quegli album ebbero anche meno successo dei precedenti.
I Lucifer's Friend sono noti per aver cambiato stile e influenze in ogni album. L'omonimo debutto del 1971 aveva testi oscuri e uno stile essenziale di chitarra e organo e aveva un sound simile a quello dei Deep Purple, Uriah Heep, Led Zeppelin e Black Sabbath. Il suddetto 'album è ancora ricercato dai fan della prima musica heavy metal.
Il secondo album, Where the Groupies Killed the Blues (1972), prese una direzione completamente diversa. Era un album molto sperimentale di rock progressivo e psichedelico, composto principalmente da John O'Brien Docker. Nel terzo album, I'm Just a Rock & Roll Singer (1973), cambiarono di nuovo direzione, questa volta nello stile rock diretto reso popolare da gruppi come Grand Funk Railroad, e temi grintosi con testi incentrati sulla "vita on the road".
Banquet (1974) presentava composizioni jazz fusion con una band di supporto di 30 elementi, alternate ad alcune tracce più brevi che ricordano i Chicago e i Traffic. I primi quattro album sono tutti dei concept album e insieme all'omonimo album di Asterix sono i più ricercati oggi.
Mind Exploding (1976) ha cercato di combinare il jazz di Banquet con il garage-rock di Rock & Roll Singer, ma non è stato accolto così bene come gli album precedenti. Il cantante John Lawton lasciò nel 1976 per unirsi agli Uriah Heep. È stato sostituito da Ian Cussick. Con lui la band registrò e pubblicò il singolo 7" "Old Man Roller / Writing On The Wall" nel giugno 1977. Nello stesso anno fu sostituito da Mike Starrs, ex cantante dei Colosseum II. John Lawton fece nuovamente il suo ingresso per l'album del 1981 Mean Machine. Nei due album senza Lawton (Good Time Warrior del 1978 e Sneak Me In degli anni '80) la band si spostò su un suono più commerciale.
L'album solista di John Lawton del 1980 su RCA, Heartbeat, era un album dei Lucifer's Friend in tutto tranne che nel nome, con la formazione di Sneak Me In che si esibiva come gruppo di riserva in quel progetto. Il ritorno ufficiale di Lawton, Mean Machine, ha visto la band tornare all'heavy metal, questa volta sulla scia dei Rainbow e della NWOBHM. La band si sciolse ufficialmente nel 1982 ma tredici anni dopo, nel 1994 John e Peter Hesslein si riformarono brevemente per pubblicare un nuovo CD, Sumo Grip sotto il nome di Lucifer's Friend II, con Curt Cress, Andreas Dicke, Jogi Wichmann e Udo Dahmen che sostituirono il schieramento classico. Dopo questo si sono lasciati ancora una volta.

## Anni recenti
Sebbene John Lawton abbia dichiarato che la troupe non era interessata a tornare a registrare o esibirsi di nuovo dal vivo,  nell'agosto 2014 ha pubblicato la notizia nel suo sito web di un'eventuale reunion con la formazione originale per suonare alcune date del 2015 incluso lo Sweden Rock Festival a giugno, dopo quasi 40 anni dal loro ultimo concerto insieme. Inoltre pubblicarono una nuova compilation chiamata Awakening il 6 aprile, seguita da quattro nuove tracce. A causa della scomparsa del loro batterista originale Joachim "Addi" Rietenbach alcuni anni fa, la sua posizione è ora occupata da Stephan Eggert. Inoltre, il tastierista originale Peter Hecht ha rifiutato di partecipare alla reunion. A causa di ciò, il chitarrista Peter Hesslein ha suonato le parti di tastiera nel nuovo album, assumendo ancora una volta Jogi Wichmann (che ha suonato in Sumo Grip) come tastierista dal vivo per gli spettacoli nel 2015 e 2016.
La canzone "Ride in the Sky" dei Lucifer's Friend è suonata nel film bulgaro Love.net, con Lawton, come canzone di una band fittizia chiamata Tabloid.

## Eredità
Tim Baker, cantante della band epic metal Cirith Ungol, ha citato i Lucifer's Friend come un'influenza sul sound dei Cirith Ungol in un'intervista con Metal Forces, affermando che "Volevamo davvero essere simili [ai Lucifer's Friend]".

## Formazione
- Peter Hesslein - chitarra (1970-1982, 2014-presente)
- Jogi Wichmann - tastiere (2014-presente)
- Stephan Eggert - batteria (2014-presente)

Membri passati
- John Lawton - voce (1970-1976, 1981-1982, 2014-2021; morto nel 2021)
- Dieter Horns - basso (1970-1982, 2014-2020; morto nel 2020)
- Joachim "Addi" Rietenbach - batteria (1970-1974; morto nel 1974)
- Peter Hecht - tastiere (1970-1982)
- Herbert Bornhold - batteria (1974-1982)
- Ian Cussick - voce (1976-1977)
- Mike Starrs - voce (1977-1982)

## Discografia

### Album in studio dei Lucifer's Friend
- Lucifer's Friend (1971)
- Where the Groupies Killed the Blues (1972)
- I'm Just a Rock 'n' Roll Singer (1973)
- Banquet (1974)
- Mind Exploding (1976)
- Good Time Warrior (1978)
- Sneak Me In (1980)
- Mean Machine (1981)
- Too Late To Hate (2016)
- Black Moon (2019)

### Raccolte e dischi dal vivo
- The Devil's Touch (1976) (1970–1976 Compilation)
- Rock Heavies: Lucifer's Friend (1980) (1970–1976 Compilation)
- Awakening (2015) (Compilation + nuovi brani)
- Live @ Sweden Rock 2015 (2016)

Come Lucifer's Friend II
- Sumogrip (1994)

### Side projects e gruppi correlati
German Bonds (con Peter Hecht alle tastiere e Dieter Horns al basso)
- Sonata Facile b/w So Mystifying (1965)
- We are Out of Sight b/w Sing Hallelujah (1966)
- Skinny Eleonore b/w Birthday is Today (1969)

Bokaj Retsiem (Include Peter Hecht alle tastiere e Dieter Horns al basso)
- Psychedelic Underground (1969)

Hell Preachers Inc. (Include i futuri membri dei Lucifer's Friend, eccetto John Lawton)
- Supreme Psychedelic Underground (1969)

Brother T & Family (Include i futuri membri dei Lucifer's Friend, eccetto John Lawton)
- Drillin' of the Rock (1970)

Electric Food
- Electric Food (Electric Food album, 1970)
- Flash (Electric Food album, 1971)

Asterix
- "Everybody"' (singolo)
- Asterix (album, 1970, include i membri futuri dei Lucifer's Friend, oltre a Toni Cavanagh)

Pink Mice (Include tutti i membri originali dei Lucifer's Friend, eccetto John Lawton)
- In Action (1971)
- In Synthesized Sound (1971)

Hepp, Hahn and Huhn (Include Peter Hecht alle tastiere e Dieter Horns al basso)
- Alive and Goodnight (1971)

Okko Becker (Include Peter Hesslein alle chitarre)
- Sitar and Electronics (1971)

Propeller (Include Peter Hesslein alle chitarre)
- Let Us Live Together (1971)

Frankie Dymon (Include Peter Hecht alle tastiere)
- Let it Out (1971)

The Rattles (Include Herbert Bornhold alla batteria)
- The Witch (1972)

David Frank Selection (Include Peter Hesslein alle chitarre)
- Blues & Electronics (1972)

John Lawton (Include tutti gli originali membri dei Lucifer's Friend)
- Heartbeat (album solista di John Lawton, 1980)